# Nigeria en la Copa Mundial de Fútbol de 2014
La Selección de fútbol de Nigeria fue una de las 32 selecciones que participaron en la Copa Mundial de Fútbol de 2014. Fue su quinta participación en mundiales y segunda consecutiva desde Sudáfrica 2010.

## Clasificación
Nigeria ingresó en la Segunda ronda de las eliminatorias por estar dentro de las 28 mejores selecciones de la CAF según el ranking FIFA de julio de 2011. En esta instancia solo clasificaron a la siguiente fase los primeros de cada grupo, Nigeria conformó el grupo F junto con Malaui, Kenia y Namibia clasificando a la Tercera ronda de manera invicta con 3 victorias y 3 empates.
En los play-offs de la tercera ronda Nigeria se enfrentó a Etiopía en partidos de ida y vuelta, ganó ambos encuentros con un marcador global de 4 - 1 y así obtuvo la clasificación a Brasil 2014.

### Segunda ronda
| Equipo  | Pts | PJ | PG | PE | PP | GF | GC | Dif |
| ------- | --- | -- | -- | -- | -- | -- | -- | --- |
| Nigeria | 12  | 6  | 3  | 3  | 0  | 7  | 3  | 4   |
| Malaui  | 7   | 6  | 1  | 4  | 1  | 4  | 5  | -1  |
| Kenia   | 6   | 6  | 1  | 3  | 2  | 4  | 5  | -1  |
| Namibia | 5   | 6  | 1  | 2  | 3  | 2  | 4  | -2  |

| Fecha                   | Lugar    |         |                    | Resultado |                    |         |
| ----------------------- | -------- | ------- | ------------------ | --------- | ------------------ | ------- |
| 3 de junio de 2012      | Calabar  | Nigeria | Bandera de Nigeria | 1:0 (0:0) | Bandera de Namibia | Namibia |
| 9 de junio de 2012      | Blantyre | Malaui  | Bandera de Malaui  | 1:1 (0:0) | Bandera de Nigeria | Nigeria |
| 23 de marzo de 2013     | Calabar  | Nigeria | Bandera de Nigeria | 1:1 (0:1) | Bandera de Kenia   | Kenia   |
| 5 de junio de 2013      | Nairobi  | Kenia   | Bandera de Kenia   | 0:1 (0:0) | Bandera de Nigeria | Nigeria |
| 12 de junio de 2013     | Windhoek | Namibia | Bandera de Namibia | 1:1 (0:0) | Bandera de Nigeria | Nigeria |
| 7 de septiembre de 2013 | Calabar  | Nigeria | Bandera de Nigeria | 2:0 (1:0) | Bandera de Malaui  | Malaui  |

### Tercera ronda
| 13 de octubre de 2013 | Etiopía    | 1:2 (0:0) | Nigeria                | Estadio de Adís Abeba, Addis Abeba                       |                                                          |
|                       | Assefa 57' | Reporte   | Emenike 67' 90' (pen.) | Asistencia: 22.000 espectadores Árbitro(s): Néant Alioum | Asistencia: 22.000 espectadores Árbitro(s): Néant Alioum |

| 16 de noviembre de 2013 | Nigeria                       | 2:0 (1:0) | Etiopía | U. J. Esuene Stadium, Calabar                             |                                                           |
|                         | Moses 20' (pen.) · Obinna 82' | Reporte   |         | Asistencia: 8.000 espectadores Árbitro(s): Bakary Gassama | Asistencia: 8.000 espectadores Árbitro(s): Bakary Gassama |

### Goleadores
| Jugador           | Goles | PJ |
| ----------------- | ----- | -- |
| Emmanuel Emenike  | 3     | 3  |
| Victor Moses      | 2     | 6  |
| Victor Obinna     | 1     | 1  |
| Ikechukwu Uche    | 1     | 2  |
| Nnamdi Oduamadi   | 1     | 5  |
| Azubuike Egwuekwe | 1     | 5  |
| Ahmed Musa        | 1     | 8  |
| Godfrey Oboabona  | 1     | 8  |

## Preparación

### Campamento base
El 20 de diciembre de 2013 el alcalde del municipio de Campinas, Jonas Donizette, anunció que la selección nacional de Nigeria eligió a la ciudad como sede de su campamento base durante su estadía en Brasil con motivo de su participación en la copa mundial, los nigerianos destacaron la proximidad con la ciudad de São Paulo y la presencia de hasta dos aeropuertos internacionales (Aeropuerto de Guarulhos y Aeropuerto de Campinas) cercanos a su concentración. De esta manera Nigeria
compartirá la sede de la ciudad de Campinas con la selección de Portugal que ya la había escogido con anterioridad.
La delegación africana se hospedará en el Vitória Hotel Concept Campinas fundado en 2003 el más grande de la cadena Vitória, cuenta con 19 pisos y un total de 253 habitaciones. En tanto los entrenamientos del equipo se realizarán en el Estadio Brinco de Ouro da Princesa, propiedad del club Guarani.

### Amistosos previos
| 5 de marzo de 2014 | México | 0:0 | Nigeria | Georgia Dome, Atlanta, Estados Unidos                      |  |
|                    |        |     |         | Asistencia: 68,212 espectadores Árbitro(s): Walter Quesada |  |

| 28 de mayo de 2014 | Escocia                           | 2:2 (1:1) | Nigeria                 | Craven Cottage, Londres, Inglaterra                     |                                                         |
|                    | Mulgrew 10' · Egwuekwe 52' (a.g.) |           | Uchebo 41' · Nwofor 90' | Asistencia: 24,000 espectadores Árbitro(s): Lee Probert | Asistencia: 24,000 espectadores Árbitro(s): Lee Probert |

| 3 de junio de 2014                                        | Grecia | 0:0 | Nigeria | PPL Park, Chester, Estados Unidos                         |  |
|                                                           |        |     |         | Asistencia: 10,131 espectadores Árbitro(s): Elmer Bonilla |  |
| Partido correspondiente al evento amistoso Road to Brazil |        |     |         |                                                           |  |

| 7 de junio de 2014 | Estados Unidos   | 2:1 (1:0) | Nigeria          | EverBank Field, Jacksonville, Estados Unidos                 |                                                              |
|                    | Altidore 32' 68' | Reporte   | Moses 86' (pen.) | Asistencia: 52,033 espectadores Árbitro(s): Mark Clattenburg | Asistencia: 52,033 espectadores Árbitro(s): Mark Clattenburg |

## Lista de jugadores
El 6 de mayo de 2014 el entrenador de la selección nigeriana, Stephen Keshi, anunció la lista provisional de 30 jugadores que iniciarán los entrenamientos con miras al mundial. El 2 de junio se confirmó la nómina definitiva de 23 jugadores que asistirán al mundial.
| #     | Nombre            | Posición        | Edad            | PJ Sel          | G               | Club               |
| ----- | ----------------- | --------------- | --------------- | --------------- | --------------- | ------------------ |
| 1     | Vincent Enyeama   | Portero         | 31              | 82              | 0               | Lille              |
| 2     | Joseph Yobo       | Defensa         | 33              | 82              | 7               | Fenerbahçe         |
| 3     | Ejike Uzoenyi 1   | Centrocampista  | 22              | 20              | 0               | Enugu Rangers      |
| 4     | Reuben Gabriel    | Centrocampista  | 23              | 24              | 1               | Waasland-Beveren   |
| 5     | Efe Ambrose       | Defensa         | 25              | 29              | 1               | Celtic             |
| 6     | Azubuike Egwuekwe | Defensa         | 24              | 9               | -               | Warri Wolves       |
| 7     | Ahmed Musa        | Delantero       | 21              | 32              | 4               | CSKA Moscú         |
| 8     | Peter Odemwingie  | Delantero       | 32              | -               | -               | Stoke City         |
| 9     | Emmanuel Emenike  | Delantero       | 27              | 19              | 7               | Fenerbahçe         |
| 10    | John Obi Mikel    | Centrocampista  | 27              | 52              | 4               | Chelsea            |
| 11    | Victor Moses      | Centrocampista  | 23              | 19              | 6               | Chelsea            |
| 12    | Kunle Odunlami    | Defensa         | 24              | 2               | 0               | Sunshine Stars     |
| 13    | Juwon Oshaniwa    | Defensa         | 23              | -               | -               | Ashdod             |
| 14    | Godfrey Oboabona  | Defensa         | 23              | -               | -               | Çaykur Rizespor    |
| 15    | Ramon Azeez       | Centrocampista  | 21              | -               | -               | Almería            |
| 16    | Austin Ejide      | Portero         | 30              | -               | -               | Hapoel Be'er Sheva |
| 17    | Ogenyi Onazi      | Centrocampista  | 21              | 21              | 1               | Lazio              |
| 18    | Michel Babatunde  | Delantero       | 21              | -               | -               | Volyn Lutsk        |
| 19    | Uche Nwofor       | Delantero       | 22              | -               | -               | VVV Venlo          |
| 20    | Michael Uchebo    | Centrocampista  | 23              | -               | -               | Cercle Brugge      |
| 21    | Chigozie Agbim    | Portero         | 29              | -               | -               | Gombe United       |
| 22    | Kenneth Omeruo    | Defensa         | 20              | 3               | 0               | Chelsea            |
| 23    | Shola Ameobi      | Delantero       | 32              | 10              | 1               | Newcastle          |
| D. T. | Stephen Keshi †   | Stephen Keshi † | Stephen Keshi † | Stephen Keshi † | Stephen Keshi † | Stephen Keshi †    |

Los siguientes jugadores fueron incluidos en la lista provisional de 30 convocados que la Federación Nigeriana de Fútbol envió a la FIFA, pero no formaron parte de la nómina definitiva de 23 jugadores elaborada por Stephen Keshi.
El lateral Elderson Echiéjilé formó parte inicialmente de la nómina definitiva de 23 pero a causa de una lesión tuvo que ser dado de baja y reemplazado.
| Nombre              | Posición       | Edad | PJ Sel | G | Club          |
| ------------------- | -------------- | ---- | ------ | - | ------------- |
| Daniel Akpeyi       | Portero        | -    | -      | - | Warri Wolves  |
| Elderson Echiéjilé1 | Defensa        | -    | -      | - | Mónaco        |
| Sunday Mba          | Centrocampista | -    | -      | - | Bastia        |
| Joel Obi            | Centrocampista | -    | -      | - | Parma         |
| Nosa Igiebor        | Centrocampista | -    | -      | - | Real Betis    |
| Victor Obinna       | Delantero      | -    | -      | - | Chievo Verona |
| Nnamdi Oduamadi     | Delantero      | -    | -      | - | Varese        |

## Participación

### Grupo F
| Equipo               | Pts | PJ | PG | PE | PP | GF | GC | Dif |
| -------------------- | --- | -- | -- | -- | -- | -- | -- | --- |
| Argentina            | 9   | 3  | 3  | 0  | 0  | 6  | 3  | 3   |
| Nigeria              | 4   | 3  | 1  | 1  | 1  | 3  | 3  | 0   |
| Bosnia y Herzegovina | 3   | 3  | 1  | 0  | 2  | 4  | 4  | 0   |
| Irán                 | 1   | 3  | 0  | 1  | 2  | 1  | 4  | -3  |

| 16 de junio de 2014, 16:00 | Irán | 0:0     | Nigeria | Estadio «Arena da Baixada», Curitiba |                         |
|                            |      | Reporte |         | Árbitro(s): Carlos Vera              | Árbitro(s): Carlos Vera |

| 21 de junio de 2014, 18:00 | Nigeria        | 1:0 (1:0) | Bosnia y Herzegovina | Estadio Arena Pantanal, Cuiabá |                           |
|                            | Odemwingie 28' | Reporte   |                      | Árbitro(s): Peter O'Leary      | Árbitro(s): Peter O'Leary |

| 25 de junio de 2014, 13:00 | Nigeria     | 2:3 (1:2) | Argentina                 | Estadio Beira-Rio, Porto Alegre |                            |
|                            | Musa 3' 46' | Reporte   | Messi 2' 45+1' · Rojo 49' | Árbitro(s): Nicola Rizzoli      | Árbitro(s): Nicola Rizzoli |

### Octavos de final
| 30 de junio de 2014, 13:00 | Francia                       | 2:0 (0:0) | Nigeria | Estadio Mané Garrincha, Brasilia |                         |
|                            | Pogba 78' · Yobo 90+1' (a.g.) | Reporte   |         | Árbitro(s): Mark Geiger          | Árbitro(s): Mark Geiger |

## Estadísticas

### Participación de jugadores
| #  | Pos        | Jugador         | PJ (T/S) | Minutos Jugados | Goles recibidos | Atajos | Tarjetas Amarillas | Doble Tarjeta Amarilla y Roja | Tarjetas Rojas |
| -- | ---------- | --------------- | -------- | --------------- | --------------- | ------ | ------------------ | ----------------------------- | -------------- |
| 1  | Guardameta | Vincent Enyeama | 4        | 360'            | 5               | 21     | 0                  | 0                             | 0              |
| 16 | Guardameta | -               | -        | -               | -               | -      | -                  | -                             | -              |
| 21 | Guardameta | -               | -        | -               | -               | -      | -                  | -                             | -              |

| #  | Pos            | Jugador | PJ (T/S) | Minutos Jugados | (P) | Asistencias | Tarjetas Amarillas | Doble Tarjeta Amarilla y Roja | Tarjetas Rojas |
| -- | -------------- | ------- | -------- | --------------- | --- | ----------- | ------------------ | ----------------------------- | -------------- |
| 2  | Defensa        | -       | -        | -               | -   | -           | -                  | -                             | -              |
| 3  | Centrocampista | -       | -        | -               | -   | -           | -                  | -                             | -              |
| 4  | Centrocampista | -       | -        | -               | -   | -           | -                  | -                             | -              |
| 5  | Defensa        | -       | -        | -               | -   | -           | -                  | -                             | -              |
| 6  | Defensa        | -       | -        | -               | -   | -           | -                  | -                             | -              |
| 7  | Delantero      | -       | -        | -               | -   | -           | -                  | -                             | -              |
| 8  | Delantero      | -       | -        | -               | -   | -           | -                  | -                             | -              |
| 9  | Delantero      | -       | -        | -               | -   | -           | -                  | -                             | -              |
| 10 | Centrocampista | -       | -        | -               | -   | -           | -                  | -                             | -              |
| 11 | Centrocampista | -       | -        | -               | -   | -           | -                  | -                             | -              |
| 12 | Defensa        | -       | -        | -               | -   | -           | -                  | -                             | -              |
| 13 | Defensa        | -       | -        | -               | -   | -           | -                  | -                             | -              |
| 14 | Defensa        | -       | -        | -               | -   | -           | -                  | -                             | -              |
| 15 | Centrocampista | -       | -        | -               | -   | -           | -                  | -                             | -              |
| 17 | Centrocampista | -       | -        | -               | -   | -           | -                  | -                             | -              |
| 18 | Delantero      | -       | -        | -               | -   | -           | -                  | -                             | -              |
| 19 | Delantero      | -       | -        | -               | -   | -           | -                  | -                             | -              |
| 20 | Centrocampista | -       | -        | -               | -   | -           | -                  | -                             | -              |
| 22 | Defensa        | -       | -        | -               | -   | -           | -                  | -                             | -              |
| 23 | Delantero      | -       | -        | -               | -   | -           | -                  | -                             | -              |